# Frank Boya
Pour les articles homonymes, voir Boya.
Frank Boya, né le 1er juillet 1996 à Douala au Cameroun, est un footballeur international camerounais qui évolue au poste de milieu de terrain au Club Tijuana.

## Biographie

### Carrière en club
Frank Boya débute au Cameroun à la APEJES Academy de Mfou. Au mercato d'hiver 2017, il est transféré dans le club allemand du TSV Munich 1860.
Durant l'été 2017, il rejoint le club belge du Royal Excel Mouscron.

### Carrière en sélection
Il reçoit sa première sélection en équipe du Cameroun le 23 décembre 2015, lors d'un match amical contre le Niger (victoire 0-1).
Il participe ensuite au championnat d'Afrique des nations 2016 organisé au Rwanda. Le Cameroun atteint les quarts de finale de la compétition, en étant battu par la Côte d'Ivoire.
En janvier 2017, il est retenu par le sélectionneur Hugo Broos afin de disputer la Coupe d'Afrique des nations 2017 qui se déroule au Gabon et qu'il remporte.

### Palmarès
Avec  Cameroun :
- Vainqueur de la Coupe d'Afrique des nations en 2017.